# 피스보트

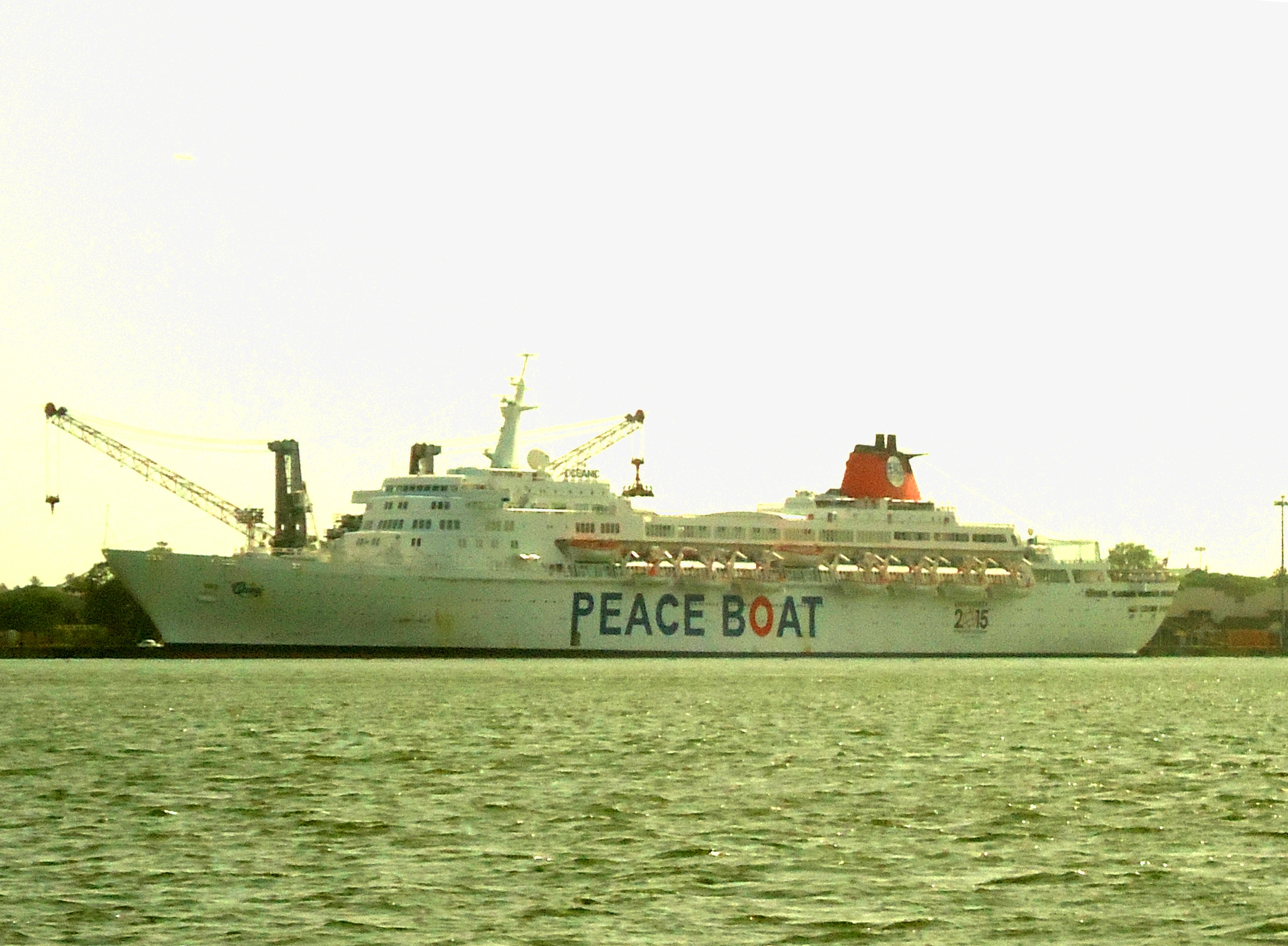
피스보트

피스보트(Peace Boat)는 일본 도쿄에 본부를 두고 있는 국제비영리단체이다. 평화 증진, 인권, 평등, 지속 가능한 발전, 환경보호를 위해 일한다. 피스보트는 전 세계의 사회적, 정치적으로 긍정적인 영향을 끼치기 위해 노력한다. 이를 위해 글로벌 교육 프로그램, 공정 무역, 협력 프로젝트, 변호 활동 등을 한다. 이러한 프로그램들은 다른 시민단체나 일본의 커뮤니티, 동북아시아 등 국제적으로 수행해 나간다. 이들은 주요 활동을 세계를 여행하는 배인 피스보트로 수행한다. 피스보트는 중립적이고 세계 여러 나라 사람들이 국경이나 언어에 상관없이 어울릴 수 있도록 도와준다. 일본에 7개의 피스센터, 스위스 제네바에 1개를 갖고 있다.

## 설립 배경
1982년 한일 교과서 파동을 계기로 일본에서 배운 역사가 사실이 아닐지도 모른다는 의문을 가진 일본의 젊은이들이 직접 현지에 가서 역사문제를 확인해보자고 생각한 것이 피스보트 결성의 출발점이 되었다.

## 역사
1983년 일본 피스보트 창립
1983년 9월 2일 ~ 1983년 9월 14일 피스보트 첫 번째 출항
2005년 8월 12일 ~ 2005년 8월 27일 환경재단 피스&그린보트 첫 출항
2006년 12월 12일 ~ 2006년 12월 26일 환경재단 피스&그린보트 두 번째 출항
2007년 7월 14일 ~ 2007년 7월 28일 환경재단 피스&그린보트 세 번째 출항
2008년 11월 20일 ~ 2008년 11월 27일 환경재단 피스&그린보트 네 번째 출항
2009년 12월 28일 ~ 2010년 4월 9일 68번째 출항, 세계 여행

## 하는 일

### 여행
피스보트는 그들의 주된 활동을 평화를 위해 세계를 여행하는 배 위에서 한다. 3개의 세계 여행과 1개의 단기 아시아 지역 여행은 보통 매년 열린다. 3달 짜리 세계 여행은 보통 15~20개국의 800명의 지원자들을 받는다.

### 항구에서의 활동
피스보트는 세계 여행 중 평균 15개의 항구를 방문한다. 지역 현실을 이해하기 위한 교육 프로그램을 실시하고, 컴퓨터나 학교 물품, 자전거 등 공급한다. 또한 지역 캠페인 도우며, 사회적으로 환경적으로 공정한 여행 환경을 조성한다.

### 평화 교육
글로벌 대학, 국제 학생 프로그램, 글로벌 교육, 영어/스페인 교육, 일본에서의 글로벌 교육 등

### 프로젝트 팀
피스보트에 의해 동기부여 받은 참가자들은 피스보트의 파트너들과 협력하여 평화 활동을 할 수 있다. UPA(The United People's Alliance), P-MAC(Peace Boat Mine Abolition Campaign), Peace Ball(Peace through Sports), Fair Trade, SPACE(Share Peace Art Culture Energy) 등이 있다.